# فادي القاسم
فادي القاسم (مواليد 1983 في حماة)، هو سياسي سوري شغل منصب وزير التنمية الإدارية في الحكومة السورية المؤقتة برئاسة محمد البشير، وذلك في الفترة من 10 ديسمبر 2024 حتى 29 مارس 2025 حيث خلفته هند قبوات في المنصب. كما تولّى سابقًا منصب وزير التنمية والشؤون الإنسانية في حكومة الإنقاذ السورية.